# Ottomaans-Perzische Oorlog (1532-1555)
De Ottomaans-Perzische oorlog van 1532-1555 was een van de vele militaire conflicten die werden uitgevochten tussen het Ottomaanse rijk onder leiding van sultan Suleiman I en het Perzische Rijk van de Safawieden onder leiding van sjah Tahmasp I.

## Achtergrond
De oorlog werd veroorzaakt door territoriale geschillen tussen de twee rijken, vooral toen de Bey van Bitlis besloot zichzelf onder Perzische bescherming te stellen. Ook liet Tahmasp de gouverneur van Bagdad, een sympathisant van Suleiman, vermoorden. Op het diplomatieke front waren de Safawieden in onderhandeling met de Habsburgers voor de vorming van een Habsburg-Perzische alliantie die het Ottomaanse rijk op twee fronten zou aanvallen.

## Eerste campagne (1532-1536)
De Ottomanen, eerst onder de grootvizier Ibrahim Pasja, en later vergezeld door Suleiman zelf, vielen met succes Irak aan, heroverden Bitlis en gingen over tot de inname van Tabriz en vervolgens Bagdad in 1534. Tahmasp bleef ongrijpbaar: hij trok zich steeds weer terug voordat de Ottomaanse troepen hem bereikten. Ook paste hij de tactiek van de verschroeide aarde toe.

## Tweede campagne (1548-1549)
Onder de grootvizier Rüstem Pasja probeerden de Ottomanen de sjah voor eens en voor altijd te verslaan en begon Suleiman aan een tweede campagne in 1548-1549. Tahmasp paste opnieuw de tactiek de verschroeide aarde aan en verwoestte Armenië. Ondertussen gingen de Franse koning Frans I, vijand van de Habsburgers, en Suleiman de Grote verder met de in 1536 opgezette Frans-Ottomaanse alliantie, die de Habsburgse dreiging zou tegengaan. Toen in 1547 Suleiman Perzië aanviel, stuurde Frankrijk zijn ambassadeur Gabriel de Luetz om hem te vergezellen in zijn campagne. Gabriel de Luetz gaf militair advies aan Suleiman, zoals het advies over deartillerieplaatsing tijdens het beleg van Van. Suleiman maakte winst in Tabriz, verzekerde zich van een blijvende aanwezigheid in de provincie Van in Oost-Anatolië, en nam enkele forten in Georgië in.

## Derde campagne (1553-1555) en de nasleep
In 1553 begonnen de Ottomanen, eerst onder de grootvizier Rustem Pasha, en later vergezeld door Suleiman zelf, aan zijn derde en laatste campagne tegen de sjah, waarin hij Erzurum eerst verloor en daarna herwon. De Ottomaanse terreinwinst werd geconsolideerd door de Vrede van Amasya in 1555. Suleiman keerde terug naar Tabriz, maar hield Bagdad, Neder- Mesopotamië, West- Armenië, West- Georgië, de mondingen van de Eufraat en Tigris, en een deel van de kust van de Perzische Golf. Perzië behield de rest van al zijn noordwestelijke gebieden in de Kaukasus.
Vanwege zijn zware inzet in Perzië kon Suleiman slechts beperkte marinesteun naar Frankrijk sturen tijdens de Frans-Ottomaanse invasie van Corsica (1553).